# Тріне Гаттестад
Тріне Гаттестад (норв. Trine Hattestad; нар. 18 квітня 1966, Леренскуг, Норвегія) — норвезька легкоатлетка, що спеціалізується на метанні списа, олімпійська чемпіонка 2000 року, бронзова призерка Олімпійських ігор 1996 року, дворазова чемпіонка світу, чемпіонка Європи.

## Кар'єра
| Рік                  | Змагання             | Місто                | Місце                | Примітки             |                      |
| Представник Норвегія | Представник Норвегія | Представник Норвегія | Представник Норвегія | Представник Норвегія | Представник Норвегія |
| -------------------- | -------------------- | -------------------- | -------------------- | -------------------- | -------------------- |
| 1984                 | Олімпійські ігри     | Лос-Анджелес, США    | 5                    | 64.52 м              |                      |
| 1986                 | Чемпіонат Європи     | Штутгарт, Німеччина  | 9                    | 59.52 м              |                      |
| 1987                 | Чемпіонат світу      | Рим, Італія          | 24 (кв.)             | 55.30 м              |                      |
| 1988                 | Олімпійські ігри     | Сеул, Південна Корея | 18 (кв.)             | 58.82 м              |                      |
| 1991                 | Чемпіонат світу      | Токіо, Японія        | 5                    | 63.36 м              |                      |
| 1992                 | Олімпійські ігри     | Барселона, Іспанія   | 5                    | 63.54 м              |                      |
| 1993                 | Чемпіонат світу      | Штутгарт, Німеччина  | 1                    | 69.18 м              |                      |
| 1994                 | Чемпіонат Європи     | Гельсінкі, Фінляндія | 1                    | 68.00 м              |                      |
| 1996                 | Олімпійські ігри     | Атланта, США         | 3                    | 64.98 м              |                      |
| 1997                 | Чемпіонат світу      | Афіни, Греція        | 1                    | 68.78 м              |                      |
| 1998                 | Чемпіонат Європи     | Будапешт, Угорщина   | 4                    | 63.16 м              |                      |
| 1999                 | Чемпіонат світу      | Севілья, Іспанія     | 3                    | 66.06 м              |                      |
| 2000                 | Олімпійські ігри     | Сідней, Австралія    | 1                    | 68.91 м              |                      |